# Marthe Eding Ouandié
Pour les articles homonymes, voir Ouandié.
Marthe Eding Ouandié est une militante nationaliste camerounaise, épouse d'Ernest Ouandié. Elle fut exilée au Ghana durant les combats et massacres liés à la guerre d'indépendance du Cameroun.

## Biographie

### Carrière
Vice-présidente de l’Union des femmes démocratiques du Cameroun (UDEFEC), elle avait pris la parole devant l’assemblée générale spéciale des Nations unies en 1959 au cours des débats sur l’indépendance du Cameroun. Comme Marthe Moumié, elle était leader à l'UPC,.
Après l'exil de son mari en 1957 vers le Soudan. Marthe Ouandié a aussi connu l’exil, à Accra, au Ghana, où elle a été arrêtée et jetée en prison quand elle a perdu la protection de Kwame Nkrumah.
Elle a adressé au moins quatre pétitions aux Nations unies dénonçant les autorités du Cameroun et demandant une intervention pour les corps décapités pourrissant le long des routes dans la Sanaga-maritime.
Elle n'a connu son fils aîné Philppe Ouandié qu'à l'âge de 30 ans, quand elle put rentrer d'exil.
Elle meurt le 15 avril 2016 à son domicile à Bonabéri. Le chef supérieur Badoumla, parent d'Ernest Ouandié, fut le seul chef supérieur à assister à ses obsèques à Bafoussam.